# Marienschule (Limburg an der Lahn)
Die Marienschule ist eine 1895 gegründete Schule in Limburg an der Lahn in Hessen. Sie gehört der St. Hildegard-Schulgesellschaft mbH und damit dem Bistum Limburg an, das die Schule 1995 von den Armen Dienstmägden Jesu Christi übernommen hatte. Rund 1.300 Schüler und Studierende besuchen im Schuljahr 2016/2017 die verschiedenen Schulzweige der Marienschule. Das Gymnasium, mit rund 1.100 Schülern der größte Schulzweig, bietet getrennte Mädchen- und Jungenklassen, während in den beruflichen Schulen koedukativ unterrichtet wird. Das Angebot hier reicht von der Berufsfachschule für sozialpädagogische und sozialpflegerische Berufe und der Berufsfachschule für Sozialassistenz über die Fachschulen für Sozialpädagogik, Heilpädagogik und Heilerziehungspflege bis hin zu Weiterbildungsangeboten wie der religionspädagogischen Fortbildung für Erzieher.

## Geschichte

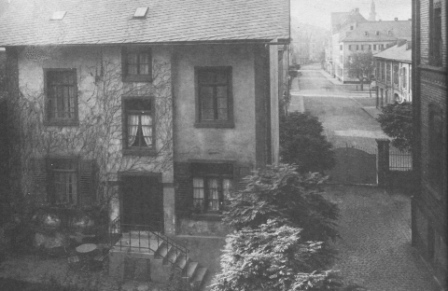
Erstes Schulgebäude in der Graupfortstraße, um 1895

Erster Neubau der Marienschule, um 1896

1895 erhielten die Armen Dienstmägde die Erlaubnis, in Limburg eine Mädchenschule zu gründen. Schwester Leonissa Baldus wurde erste Schulleiterin und Hausoberin. Der erste Jahrgang umfasste 77 Schülerinnen, die in einem Haus an der Graupfortstraße unterrichtet wurden. Im selben Jahr wurde der Grundstein für einen Neubau gelegt, der 1896 eingeweiht wurde. Während der normale Schulbetrieb in den Neubau umzog und dort auch die ersten Internatsschülerinnen untergebracht wurden, begann im alten Schulhaus die Ausbildung von Lehramtskandidatinnen. 1899 folgte die erste Erweiterung des Schulgebäudes. 1900 wurden 145 Schülerinnen gezählt, davon 67 im Internat. Auf Betreiben der Bürger bot die Marienschule ab 1901 auch eine Handelsschule an. 1903 erfolgte eine erneute Erweiterung des Gebäudes. Zugleich nahm die Schule offiziell den Namen Marienschule an. 1908 entstand der dritte Erweiterungsbau. Im Folgejahr wurde die Schule als Höhere Töchterschule anerkannt. Im Jahr 1910, bei einer Schülerinnenzahl von 368, wurde eine Frauenfachschule gegründet, 1911 eine Turnhalle gebaut, die während des Ersten Weltkriegs als Lazarett diente.

Gesamtanlage um 1900

Im Jahr 1920 wurde eine Höhere Handelsschule und 1923 eine Haushaltungsschule eingerichtet. 1927 begannen die Arbeiten am bis dahin größten Erweiterungsbau. 1934 erweiterte sich das Schulangebot um eine Schule für Kinderpflege und Haushaltsgehilfinnen.
Nachdem in der Zeit des Nationalsozialismus zunehmend Druck auf die kirchliche Schule ausgeübt worden war, wurde 1938 eine Schwester wegen „staatsfeindlichen Äußerungen“ angezeigt und ihr die Lehrerlaubnis entzogen. Im Jahr 1939 ging die Anzahl der Schülerinnen zunächst zurück und lag nur noch bei 515. Am 15. April 1939 wurde die Marienschule bis auf einen kleinen Zweig der Handelsschule geschlossen. Der Orden wurde gezwungen, bis auf das Internat die Gebäude zu verkaufen. In der ehemaligen Marienschule entstand die Hans-Schemm-Schule als staatliche Oberschule für Mädchen. Die Anzahl der Schülerinnen sank auf 320.
Im Jahr 1945 erhielten die Armen Dienstmägde die Schule zurück. Da das Gebäude zu diesem Zeitpunkt als Lazarett genutzt wurde, fand zunächst nur ein stark eingeschränkter Schulbetrieb statt. 1946 eröffneten die beruflichen Schulen erneut. 1947 legten 34 junge Frauen das Abitur ab. Bis 1950 stieg die Zahl der Schülerinnen auf 838 an (davon 109 im Internat). 1951 wurden erstmals ein Elternbeirat und eine Schülervertretung gewählt. In den folgenden Jahren wurden Partnerschaften und Austauschprogramme mit Schulen in England, Frankreich und Nigeria ins Leben gerufen. 1962 fand das erste Schulfest statt. 1963 wurde das Dachgeschoss ausgebaut, um 13 neue Klassenräume zu schaffen und im Folgejahr die Zahl der Schülerinnen erstmals über 1000 steigen zu lassen. 1969 war das Hochhaus fertiggestellt, in dem die Unterkünfte der Schwestern, das Internat und die Verwaltung ihren Platz fanden.
Im Jahr 1984 bildete sich der Verein der Freunde, Förderer und Ehemaligen der Marienschule und der erste Computerraum wurde eingerichtet. Seit 1988 werden jährlich Ehemaligentreffen gefeiert. 1993 wurde das Internat geschlossen und saniert. Das Bistum Limburg übernahm die Kosten und nutzt seitdem große Teile des Hauses mietfrei. 1994 wurde erstmals ein Schulgeld erhoben. 1996 gaben die Armen Dienstmägde Jesu Christi nach 101 Jahren die Schulträgerschaft ab. Neuer Schulträger wurde die eigens dafür gegründete Trägergesellschaft St. Hildegard. 2002 entstand das sogenannte „Gartenhaus“ mit zehn zusätzlichen Räumen, zudem steht seit 2011 eine eigene Dreifeldsporthalle an der Lahn zur Verfügung. Seit dem Schuljahr 2011/2012 werden auch Jungen im Gymnasium unterrichtet. Nach dem Modell der parallelen Monoedukation wird in der Unter- und Mittelstufe in getrennten Mädchen- und Jungenklassen auf die unterschiedliche Entwicklung der Geschlechter eingegangen. Damit gehört die Marienschule zu den drei Schulen in Deutschland, die den Weg des so genannten „getrennten Miteinanders“ der Geschlechter gehen. Das Konzept wird fachwissenschaftlich begleitet. Im Juni 2019 wurde der erste gemischte Jahrgang verabschiedet, dessen Abiturnotendurchschnitt bei 2,1 lag.
Zur Heiligsprechung der Schulgründerin Katharina Kasper im Oktober 2018 reisten etwa 130 Lehrer und Schüler der Marienschule nach Rom.

## Schwerpunkte und Angebote

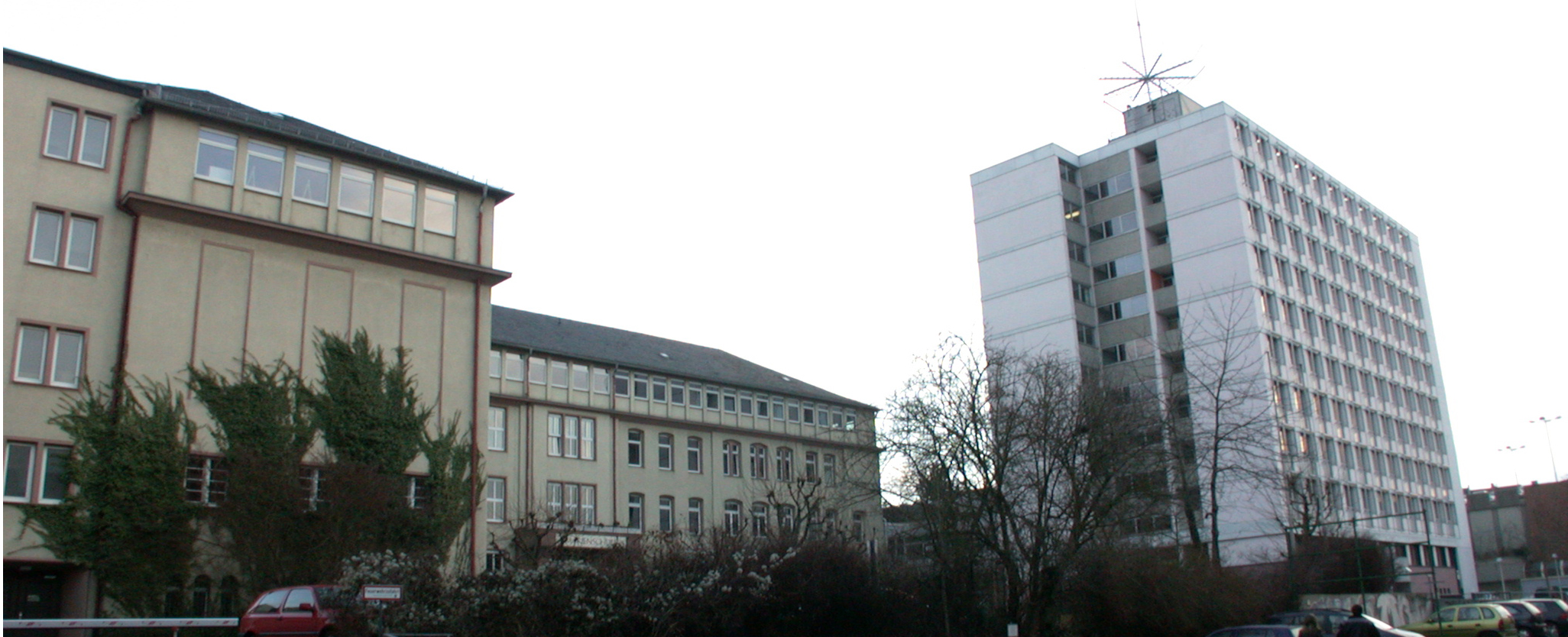
Gesamtanlage mit Altbau links und dem ehemaligen Internatsheim rechts

Die Marienschule ist eine katholische Schule, die eine im christlichen Menschen- und Weltverständnis begründete pädagogische Zielsetzung und eine ganzheitliche Erziehung vertritt. Sie ist mit dem Gütesiegel Hochbegabung des Hessischen Kultusministeriums sowie als Gesunde Schule ausgezeichnet.
Zu den Schwerpunkten gehören neben den Fremdsprachen (Englisch, Latein, Französisch und Spanisch) unter anderem die Naturwissenschaften mit zusätzlichem praktischem Unterricht in Biologie, Chemie, Physik und Informatik sowie Musik. Die ehemals mehr als zehn Chor- und Orchestergruppen wurden seit dem Schuljahr 2005/2006 durch eine Bläserklasse ergänzt. Die Chor- und Orchestergruppen haben sich im Zuge von G8 nach und nach aufgelöst.
Es besteht das Angebot, das Zertifikat Basics in Business zu erwerben. Tradition des Fachbereichs Politik und Wirtschaft ist die Veranstaltung öffentlicher Podiumsdiskussionen mit prominenten Vertretern aus Politik, Wirtschaft und Gesellschaft. Teilnehmer waren bislang unter anderem:
- Bundestagspräsident Norbert Lammert
- Bundesminister a. D. Hans Eichel
- Bundesminister a. D. Franz Josef Jung
- Bundesminister a. D. Franz Müntefering
- Hessens ehemaliger Ministerpräsident Roland Koch
- CDU-CSU-Fraktionschef Volker Kauder
- Regierungssprecher Steffen Seibert
- Politikwissenschaftler Jürgen W. Falter
- Fraport-Vorstandsvorsitzender Stefan Schulte
- Hessens Wirtschaftsminister Tarek Al-Wazir
- Hessens ehemalige Kultusministerin Karin Wolff
- CDU-Politiker Wolfgang Bosbach
- Hessens Kultusminister Alexander Lorz

Darüber hinaus bietet die Marienschule neben zahlreichen Arbeitsgemeinschaften und Förderkreisen eine Tagesheimschule mit Hausaufgabenbetreuung und die Möglichkeit zum Mittagessen in der Mensa an.
Etwa 125 Lehrkräfte sind an der Schule tätig.

## Austausch
Derzeit unterhält die Schule Austauschprogramme mit vier amerikanischen, britischen und französischen Schulen, unter anderem in Pont Ste Maxence und Le Havre.